# Ghiacciaio Erickson
Il Ghiacciaio Erickson (in lingua inglese: Erickson Glacier) è un ghiacciaio tributario antartico, lungo 22 km, che fluisce in direzione nord tra il Monte Young e l' O'Leary Peak e va a confluire nel Ghiacciaio Ramsey, nei Monti della Regina Maud, in Antartide, al margine della Barriera di Ross. 
La denominazione è stata assegnata dall'Advisory Committee on Antarctic Names (US-ACAN) in onore di J.L. Erickson, della U.S. Navy, comandante della nave USS Staten Island durante l'Operazione Deep Freeze del 1965.